# リュウキュウヒメカタベ
リュウキュウヒメカタベ(Leotinaria peronii)は、ヒメカタベ科(Liotiidae)の巻貝で、殻高は約1cm以下。ヒメカタベ科は、約1億年前の白亜紀にニシキウズガイ科(Trochidae)から分化したことが示唆されている。殻口が円形の小型で白色の巻貝で、底面に臍孔が開く。本種の螺層は、縦肋と螺肋に囲まれて台形状にくぼみ、底面には臍の周りに穴が並ぶ。熱帯西太平洋の浅海の砂礫底に棲む。やや大型の貝をマドモチヒメカタベ(Liotina fijiensis), 殻高が殻幅に比べて大きめの貝はコンゴウヒメカタベと呼ばれたが、現在ではこれらは同じ種の Liotina peronii と見なされている。